# 2016年の映画
2016年の映画（2016ねんのえいが）では、2016年（平成28年）の映画分野の出来事（動向）について記述する。
2015年の映画 - 2016年の映画 - 2017年の映画

## 出来事

### 世界
- 1月10日 - 第73回ゴールデングローブ賞授賞式が行われ、ドラマ部門で『レヴェナント: 蘇えりし者』が、ミュージカル・コメディ部門で『オデッセイ』が作品賞を受賞した[1]。
- 1月30日 - 第22回全米映画俳優組合賞の結果が発表され、『スポットライト 世紀のスクープ』がキャスト賞を受賞した[2]。
- 2月11日 - 21日 - 第66回ベルリン国際映画祭が開催され、イタリアのドキュメンタリー映画・『海は燃えている〜イタリア最南端の小さな島〜』が金熊賞を受賞した。
- 2月14日 - 第69回英国アカデミー賞の結果が発表され、『レヴェナント: 蘇えりし者』が作品賞を受賞した。
- 2月27日 - 第36回ゴールデンラズベリー賞の結果が発表された[3]。
- 2月28日 - 第88回アカデミー賞の結果が発表され、『スポットライト 世紀のスクープ』が作品賞を受賞した[4]。
- 5月11日 - 22日 - 第69回カンヌ国際映画祭が開催され、イギリス映画の『わたしは、ダニエル・ブレイク』がパルム・ドールを、カナダ映画の『たかが世界の終わり』がグランプリを受賞した。
- 6月23日 - 6月30日 - 第38回モスクワ国際映画祭が開催され、イラン映画の『レザ・ミル・キャリミ』が最優秀作品賞を受賞した。
- 8月25日 - 9月5日 - 第40回モントリオール世界映画祭が開催され、
- 8月31日 - 9月10日 - 第73回ヴェネツィア国際映画祭が開催され、フィリピン映画の『立ち去った女』が金獅子賞を受賞した[5]。
- 9月18日 - 第68回エミー賞の授賞式がロサンゼルスで行われ、『ゲーム・オブ・スローンズ』が2年連続で作品賞に輝いた。

### 日本
- 2月9日 - 第58回ブルーリボン賞の授賞式が東京・イイノホールで行われ、作品賞は『日本のいちばん長い日』が受賞した。
- 2月12日 - 第89回キネマ旬報ベスト・テンの授賞式が行われ、日本映画作品賞は『恋人たち』、外国映画作品賞は『マッドマックス 怒りのデス・ロード』がそれぞれ受賞した[6]。
- 2月17日 - 第70回毎日映画コンクールの表彰式が行われ、日本映画大賞は『恋人たち』、日本映画優秀賞は『岸辺の旅』、外国映画ベストワン賞は『バードマン あるいは（無知がもたらす予期せぬ奇跡）』がそれぞれ受賞した[7]。
- 2月25日 - 2月29日 - ゆうばり国際ファンタスティック映画祭2016が開催され、
- 3月4日 - 第39回日本アカデミー賞の結果が発表され、『海街diary』が最優秀作品賞を受賞した[8]。
- 9月10日 - 9月23日 - 第38回ぴあフィルムフェスティバル(PFF)が開催され、
- 10月13日 - 漫画家の秋本治と小説家の北方謙三が第64回菊池寛賞を受賞。
- 10月25日 - 11月5日 - 第29回東京国際映画祭（TIFF）が開催され、『ブルーム・オブ・イエスタディ』が「東京サクラグランプリ」を受賞。
- 11月14日 - 『七人の侍』ほか黒澤明監督作品等に出演した俳優の三船敏郎（1997年没）が2017年で没後20年になるのを前に、アメリカ・ハリウッドの殿堂「ハリウッド・ウォーク・オブ・フェーム」入り。この日、ロサンゼルスにて記念式典が行われた[9][10]。

## 周年
- 創始40周年
  - 角川映画 - 角川シネマ新宿では角川映画祭（7月30日 - 9月2日）と銘打たれた特集上映が行われ[11]、東京国立近代美術館フィルムセンターでは展示会「角川映画の40年」（7月26日 - 10月30日）が行われた[12]。

## 全世界興行収入ランキング
| 順位 | 題名                                          | 配給                       | 興行収入       |
| ---- | --------------------------------------------- | -------------------------- | -------------- |
| 1    | シビル・ウォー/キャプテン・アメリカ           | ディズニー                 | 11億5330万ドル |
| 2    | ローグ・ワン/スター・ウォーズ・ストーリー     | ディズニー                 | 10億5610万ドル |
| 3    | ファインディング・ドリー                      | ディズニー                 | 10億2860万ドル |
| 4    | ズートピア                                    | ディズニー                 | 10億2380万ドル |
| 5    | ジャングル・ブック                            | ディズニー                 | 09億6660万ドル |
| 6    | ペット                                        | ユニバーサル・ピクチャーズ | 08億7550万ドル |
| 7    | バットマン vs スーパーマン ジャスティスの誕生 | ワーナー・ブラザース       | 08億7360万ドル |
| 8    | ファンタスティック・ビーストと魔法使いの旅    | ワーナー・ブラザース       | 08億1400万ドル |
| 9    | デッドプール                                  | 20世紀フォックス           | 07億8310万ドル |
| 10   | スーサイド・スクワッド                        | ワーナー・ブラザース       | 07億4680万ドル |

出典:“2016 Worldwide Box Office Results”.  Box Office Mojo. 2017年2月4日閲覧。

## 各国ランキング

### 北米興行収入ランキング
| 順位 | 題名                                          | 配給                       | 興行収入      |
| ---- | --------------------------------------------- | -------------------------- | ------------- |
| 1    | ローグ・ワン/スター・ウォーズ・ストーリー     | ディズニー                 | 5億1770万ドル |
| 2    | ファインディング・ドリー                      | ディズニー                 | 4億8630万ドル |
| 3    | シビル・ウォー/キャプテン・アメリカ           | ディズニー                 | 4億0810万ドル |
| 4    | ペット                                        | ユニバーサル・ピクチャーズ | 3億6840万ドル |
| 5    | ジャングル・ブック                            | ディズニー                 | 3億6400万ドル |
| 6    | デッドプール                                  | 20世紀フォックス           | 3億6310万ドル |
| 7    | ズートピア                                    | ディズニー                 | 3億4130万ドル |
| 8    | バットマン vs スーパーマン ジャスティスの誕生 | ワーナー・ブラザース       | 3億3040万ドル |
| 9    | スーサイド・スクワッド                        | ワーナー・ブラザース       | 3億2510万ドル |
| 10   | SING/シング                                   | ユニバーサル・ピクチャーズ | 2億7040万ドル |

出典:“2016 Domestic Yearly Box Office Results”.  Box Office Mojo. 2017年2月4日閲覧。

### 日本興行収入ランキング
| 順位 | 題名                                             | 製作国             | 配給       | 興行収入   |
| ---- | ------------------------------------------------ | ------------------ | ---------- | ---------- |
| 1    | 君の名は。                                       | 日本の旗           | 東宝       | 250.3億円  |
| 2    | スター・ウォーズ/フォースの覚醒                  | アメリカ合衆国の旗 | ディズニー | 0116.3億円 |
| 3    | シン・ゴジラ                                     | 日本の旗           | 東宝       | 082.5億円  |
| 4    | ズートピア                                       | アメリカ合衆国の旗 | ディズニー | 076.3億円  |
| 5    | ファインディング・ドリー                         | アメリカ合衆国の旗 | ディズニー | 068.3億円  |
| 6    | 名探偵コナン 純黒の悪夢                          | 日本の旗           | 東宝       | 063.3億円  |
| 7    | 映画 妖怪ウォッチ エンマ大王と5つの物語だニャン! | 日本の旗           | 東宝       | 055.3億円  |
| 8    | ONE PIECE FILM GOLD                              | 日本の旗           | 東映       | 051.8億円  |
| 9    | 信長協奏曲                                       | 日本の旗           | 東宝       | 046.1億円  |
| 10   | ペット                                           | アメリカ合衆国の旗 | 東宝東和   | 042.4億円  |

出典:2016年興行収入10億円以上番組 (PDF)  - 日本映画製作者連盟

## 日本の映画興行
- 入場者数 1億8018万9000人[13]
- 興行収入 2355億800万円[13]

| 配給会社 | 本数 | 年間興行収入  | 前年対比 | 備考 |
| -------- | ---- | ------------- | -------- | --- |
| 松竹     | 29   | 187億3987万円 | 161.9%   | 松竹歴代2位の年間興行収入。8本の作品が10億円を超えたのは同社新記録。そのうち、『映画 聲の形』・『植物図鑑 運命の恋、ひろいました』（22.1億円）・『HiGH&LOW THE MOVIE』（21.2億円）の3本が20億円以上となった。 |
| 東宝     | 32   | 854億2671万円 | 116.8%   | 東宝年間興行収入の新記録。新記録に『君の名は。』と『シン・ゴジラ』の2本が大きく貢献した。2004年から13年連続500億円以上、700億円超が6回目、800億円台は初。                                                     |
| 東映     | 33   | 149億5933万円 | 136.7%   | 興行収入10億円を超えたのは『ONE PIECE FILM GOLD』（51.8億円）・『さらば あぶない刑事』（16.1億円）・『遊☆戯☆王 THE DARK SIDE OF DIMENSIONS』（10億円）の3本のみ。                                             |
| KADOKAWA | 21   | 36億2605万円  | 118.7%   | 角川映画40周年にあたる2016年の興行収入トップは『貞子vs伽椰子』（10億円）。角川映画の代表作である1981年版の後日談を描く『セーラー服と機関銃 -卒業-』は9200万円と厳しい結果に終わった。                         |

出典:「各社2016年の動向を見る」『キネマ旬報』2017年（平成29年）3月下旬号、キネマ旬報社、2017年、66 - 71頁。

## 受賞
- 第89回アカデミー賞
  - 作品賞 - 『ムーンライト』（バリー・ジェンキンス）
  - 監督賞 - デミアン・チャゼル（『ラ・ラ・ランド』）
  - 主演男優賞 - ケイシー・アフレック（『マンチェスター・バイ・ザ・シー』）
  - 主演女優賞 - エマ・ストーン (『ラ・ラ・ランド』)
  - 助演男優賞 - マハーシャラ・アリ (『ムーンライト』)
  - 助演女優賞 - ヴィオラ・デイヴィス (『フェンス』)
- 第74回ゴールデングローブ賞
  - 作品賞 (ドラマ部門) - 『ムーンライト』（バリー・ジェンキンス）
  - 主演女優賞 (ドラマ部門) - イザベル・ユペール (『エル』)
  - 主演男優賞 (ドラマ部門) - ケイシー・アフレック（『マンチェスター・バイ・ザ・シー』）
  - 作品賞 (ミュージカル・コメディ部門) - 『ラ・ラ・ランド』（デミアン・チャゼル）
  - 主演女優賞 (ミュージカル・コメディ部門) - エマ・ストーン (『ラ・ラ・ランド』)
  - 主演男優賞 (ミュージカル・コメディ部門) - ライアン・ゴズリング (『ラ・ラ・ランド』)
  - 外国語映画賞 - 『エル』（ポール・バーホーベン）
  - 監督賞 - デミアン・チャゼル（『ラ・ラ・ランド』）
- 第82回ニューヨーク映画批評家協会賞
  - 作品賞 - 『ラ・ラ・ランド』（デミアン・チャゼル）
- 第73回ヴェネツィア国際映画祭
  - 金獅子賞 - 『立ち去った女』（ラヴ・ディアス）
  - 審査員大賞 - 『ノクターナル・アニマルズ』（トム・フォード）
  - 銀獅子賞
    - アマト・エスカランテ（『The Untamed』）
    - アンドレイ・コンチャロフスキー（『パラダイス』）

  - ヴォルピ杯
    - 男優賞 - オスカル・マルティネス（『笑う故郷』）
    - 女優賞 - エマ・ストーン（『ラ・ラ・ランド』）
- 第69回カンヌ国際映画祭
  - パルム・ドール - 『わたしは、ダニエル・ブレイク』（ケン・ローチ）
  - グランプリ - 『たかが世界の終わり』（グザヴィエ・ドラン）
  - 監督賞
    - 『エリザのために』（クリスティアン・ムンジウ）
    - 『パーソナル・ショッパー』（オリヴィエ・アサヤス）

  - 脚本賞 - 『セールスマン』（アスガー・ファルハディ）
  - 女優賞 - ジャクリン・ホセ（英語版）（『ローサは密告された』）
  - 男優賞 - シャハブ・ホセイニ（英語版）（『セールスマン』）
  - 審査員賞 - 『American Honey』（アンドレア・アーノルド）
- 第66回ベルリン国際映画祭
  - 金熊賞 - 『海は燃えている〜イタリア最南端の小さな島〜』（ジャンフランコ・ロージ）
  - 銀熊賞（審査員グランプリ） - 『サラエヴォの銃声』（ダニス・タノヴィッチ）
  - 銀熊賞（監督賞） - ミア・ハンセン＝ラヴ（『未来よ こんにちは』）
  - 銀熊賞（男優賞） - マジッド・マストゥラ
  - 銀熊賞（女優賞） - トリーヌ・ディルホム
- 第40回日本アカデミー賞
  - 最優秀作品賞 - 『シン・ゴジラ』（庵野秀明（総監督）／樋口真嗣（監督））
  - 最優秀監督賞 - 庵野秀明（総監督）／樋口真嗣（監督）（『シン・ゴジラ』）
  - 最優秀主演男優賞 - 佐藤浩市（『64-ロクヨン-前編』）
  - 最優秀主演女優賞 - 宮沢りえ（『湯を沸かすほどの熱い愛』）
- 第59回ブルーリボン賞
  - 作品賞 - 『シン・ゴジラ』
  - 監督賞 - 片渕須直（『この世界の片隅に』）
  - 主演男優賞 - 松山ケンイチ（『聖の青春』他）
  - 主演女優賞 - 大竹しのぶ（『後妻業の女』）
- 第90回キネマ旬報ベスト・テン
  - 外国映画第1位 - 『ハドソン川の奇跡』
  - 日本映画第1位 - 『この世界の片隅に』
- 第71回毎日映画コンクール
  - 日本映画大賞 - 『シン・ゴジラ』

## 死去
| 日付 | 日付 | 名前                            | 出身国             | 年齢 | 職業                                               |
| 1月  | 1日  | ヴィルモス・スィグモンド        | ハンガリーの旗     | 85   | 撮影監督                                           |
| 1月  | 4日  | ミシェル・ガラブリュ            | フランスの旗       | 93   | 俳優                                               |
| 1月  | 10日 | 大西信行                        | 日本の旗           | 86   | 脚本家                                             |
| 1月  | 10日 | デヴィッド・ボウイ              | イングランドの旗   | 69   | マルチ・ミュージシャン                             |
| 1月  | 11日 | はやし・こば                    | 日本の旗           | 80   | 作曲家                                             |
| 1月  | 11日 | デヴィッド・マーギュリーズ      | アメリカ合衆国の旗 | 78   | 俳優                                               |
| 1月  | 14日 | アラン・リックマン              | イングランドの旗   | 69   | 俳優                                               |
| 1月  | 14日 | 吉岡昌仁                        | 日本の旗           | 56   | アニメプロデューサー                               |
| 1月  | 18日 | 中村梅之助 (4代目)              | アメリカ合衆国の旗 | 85   | 俳優・歌舞伎役者                                   |
| 1月  | 19日 | エットレ・スコラ                | イタリアの旗       | 84   | 映画監督・脚本家                                   |
| 1月  | 26日 | エイブ・ヴィゴダ                | アメリカ合衆国の旗 | 94   | 俳優・声優                                         |
| 1月  | 29日 | ジャック・リヴェット            | フランスの旗       | 87   | 映画監督・脚本家                                   |
| 2月  | 1日  | 篠原大作                        | 日本の旗           | 82   | 俳優・声優                                         |
| 2月  | 2日  | 韮沢靖                          | 日本の旗           | 52   | キャラクターデザイナー・イラストレーター           |
| 2月  | 3日  | ジョー・アラスカイ              | アメリカ合衆国の旗 | 66   | 声優                                               |
| 2月  | 9日  | ドナルド・E・ソーリン           | アメリカ合衆国の旗 | 81   | 撮影監督                                           |
| 2月  | 15日 | ジョージ・ゲインズ              | フィンランドの旗   | 99   | 俳優                                               |
| 2月  | 17日 | アンジェイ・ズラウスキー        | ポーランドの旗     | 75   | 映画監督                                           |
| 2月  | 19日 | ハーパー・リー                  | アメリカ合衆国の旗 | 89   | 小説家                                             |
| 2月  | 22日 | ダグラス・スローカム            | イギリスの旗       | 103  | 撮影監督                                           |
| 2月  | 25日 | トニー・バートン                | アメリカ合衆国の旗 | 78   | 俳優                                               |
| 2月  | 28日 | ジョージ・ケネディ              | アメリカ合衆国の旗 | 91   | 俳優                                               |
| 2月  | 28日 | 角谷栄次                        | 日本の旗           | 68   | 俳優                                               |
| 3月  | 2日  | 寺田緑郎                        | 日本の旗           | 52   | 撮影監督                                           |
| 3月  | 8日  | リチャード・ダヴァロス          | アメリカ合衆国の旗 | 85   | 俳優                                               |
| 3月  | 10日 | ケン・アダム                    | ドイツの旗         | 95   | 美術監督                                           |
| 3月  | 13日 | 出目昌伸                        | 日本の旗           | 83   | 映画監督                                           |
| 3月  | 13日 | エイドリアン・コリ              | スコットランドの旗 | 85   | 女優                                               |
| 3月  | 17日 | 横町慶子                        | 日本の旗           | 48   | 女優                                               |
| 3月  | 18日 | ジョー・サントス                | イタリアの旗       | 84   | 俳優）                                             |
| 3月  | 19日 | 夏樹静子                        | 日本の旗           | 77   | 小説家                                             |
| 3月  | 23日 | ケン・ハワード                  | アメリカ合衆国の旗 | 71   | 俳優                                               |
| 3月  | 24日 | ギャリー・シャンドリング        | アメリカ合衆国の旗 | 66   | コメディアン・俳優・脚本家                         |
| 3月  | 27日 | 中村直太郎                      | アメリカ合衆国の旗 | 71   | 俳優                                               |
| 3月  | 29日 | パティ・デューク                | アメリカ合衆国の旗 | 69   | 女優                                               |
| 4月  | 3日  | 望月三起也                      | 日本の旗           | 77   | 漫画家                                             |
| 4月  | 3日  | 和田光司                        | 日本の旗           | 42   | 歌手                                               |
| 4月  | 12日 | 大平透                          | 日本の旗           | 86   | 声優                                               |
| 4月  | 16日 | ロッド・ダニエル                | アメリカ合衆国の旗 | 73   | 映画監督                                           |
| 4月  | 17日 | ドリス・ロバーツ                | アメリカ合衆国の旗 | 90   | 女優・声優                                         |
| 4月  | 20日 | ガイ・ハミルトン                | イギリスの旗       | 93   | 映画監督                                           |
| 4月  | 26日 | 戸川昌子                        | 日本の旗           | 85   | 推理作家・シャンソン歌手                           |
| 4月  | 26日 | 前田健                          | 日本の旗           | 44   | お笑い芸人・俳優                                   |
| 5月  | 2日  | 新屋英子                        | 日本の旗           | 87   | 女優                                               |
| 5月  | 5日  | 冨田勲                          | 日本の旗           | 84   | 作曲家                                             |
| 5月  | 12日 | 蜷川幸雄                        | 日本の旗           | 80   | 俳優・舞台演出家                                   |
| 5月  | 13日 | 二木真希子                      | 日本の旗           | 58   | アニメーター                                       |
| 5月  | 17日 | 水谷優子                        | 日本の旗           | 51   | 声優                                               |
| 5月  | 19日 | アレクサンドル・アストリュック  | フランスの旗       | 92   | 映画監督                                           |
| 5月  | 21日 | 西村滋                          | 日本の旗           | 91   | 作家                                               |
| 5月  | 24日 | バート・クウォーク              | イギリスの旗       | 85   | 俳優                                               |
| 6月  | 5日  | 小森昭宏                        | 日本の旗           | 85   | 作曲家                                             |
| 6月  | 6日  | テレサ・サルダナ                | アメリカ合衆国の旗 | 61   | 女優                                               |
| 6月  | 6日  | ピーター・シェーファー          | イギリスの旗       | 90   | 劇作家                                             |
| 6月  | 14日 | 白川由美                        | 日本の旗           | 79   | 女優                                               |
| 6月  | 14日 | 中川梨絵                        | 日本の旗           | 67   | 女優                                               |
| 6月  | 16日 | 曽根晴美                        | 日本の旗           | 78   | 俳優・映画プロデューサー                           |
| 6月  | 19日 | アントン・イェルチン            | アメリカ合衆国の旗 | 27   | 俳優                                               |
| 6月  | 20日 | 瀬川昌治                        | 日本の旗           | 90   | 映画監督                                           |
| 6月  | 22日 | 小林まさひろ                    | 日本の旗           | 62   | お笑い芸人・俳優                                   |
| 6月  | 23日 | 西山辰夫                        | 日本の旗           | 87   | 俳優                                               |
| 6月  | 26日 | 菅原チネ子                      | 日本の旗           | 77   | 女優                                               |
| 6月  | 27日 | バッド・スペンサー              | イタリアの旗       | 86   | 俳優                                               |
| 7月  | 2日  | マイケル・チミノ                | アメリカ合衆国の旗 | 77   | 映画監督                                           |
| 7月  | 4日  | アッバス・キアロスタミ          | イランの旗         | 76   | 映画監督                                           |
| 7月  | 7日  | 永六輔                          | 日本の旗           | 83   | パーソナリティ・随筆家・放送作家・作詞家           |
| 7月  | 13日 | エクトール・バベンコ            | アルゼンチンの旗   | 70   | 映画監督・脚本家・映画プロデューサー               |
| 7月  | 19日 | ゲイリー・マーシャル            | アメリカ合衆国の旗 | 81   | 映画監督・脚本家・俳優                             |
| 7月  | 24日 | マーニ・ニクソン                | アメリカ合衆国の旗 | 86   | 歌手                                               |
| 8月  | 2日  | デヴィッド・ハドルストン        | アメリカ合衆国の旗 | 85   | 俳優                                               |
| 8月  | 6日  | 梅津栄                          | 日本の旗           | 88   | 俳優                                               |
| 8月  | 13日 | ケニー・ベイカー                | イギリスの旗       | 81   | 俳優                                               |
| 8月  | 16日 | 山下賢章                        | 日本の旗           | 72   | 映画監督                                           |
| 8月  | 17日 | アーサー・ヒラー                | カナダの旗         | 92   | 映画監督                                           |
| 8月  | 21日 | 十勝花子                        | 日本の旗           | 70   | 女優・タレント                                     |
| 8月  | 23日 | スティーヴン・ヒル              | アメリカ合衆国の旗 | 94   | 俳優                                               |
| 8月  | 27日 | 松山善三                        | 日本の旗           | 91   | 映画監督・脚本家                                   |
| 8月  | 28日 | ジーン・ワイルダー              | アメリカ合衆国の旗 | 83   | 俳優                                               |
| 8月  | 29日 | 三角八朗                        | 日本の旗           | 80   | 俳優                                               |
| 9月  | 1日  | ジョン・ポリト                  | アメリカ合衆国の旗 | 65   | 俳優                                               |
| 9月  | 5日  | ヒュー・オブライエン            | アメリカ合衆国の旗 | 91   | 俳優                                               |
| 9月  | 11日 | アレクシス・アークエット        | アメリカ合衆国の旗 | 47   | 女優                                               |
| 9月  | 17日 | シャーミアン・カー              | アメリカ合衆国の旗 | 73   | 女優                                               |
| 9月  | 19日 | 松木ひろし                      | 日本の旗           | 87   | 脚本家                                             |
| 9月  | 20日 | カーティス・ハンソン            | アメリカ合衆国の旗 | 71   | 映画監督・脚本家                                   |
| 9月  | 24日 | ビル・ナン                      | アメリカ合衆国の旗 | 62   | 俳優                                               |
| 9月  | 26日 | ハーシェル・ゴードン・ルイス    | アメリカ合衆国の旗 | 87   | 映画監督                                           |
| 9月  | 28日 | 風見章子                        | 日本の旗           | 95   | 女優                                               |
| 10月 | 2日  | たかや健二                      | 日本の旗           | 61   | 漫画家                                             |
| 10月 | 5日  | 井上竜夫                        | 日本の旗           | 74   | 喜劇俳優                                           |
| 10月 | 5日  | 保田道世                        | 日本の旗           | 77   | アニメーション色彩設計                             |
| 10月 | 9日  | アンジェイ・ワイダ              | ポーランドの旗     | 90   | 映画監督                                           |
| 10月 | 10日 | 田中一成                        | 日本の旗           | 49   | 声優                                               |
| 10月 | 13日 | トニーノ・ヴァレリ              | イタリアの旗       | 82   | 映画監督                                           |
| 10月 | 14日 | 嵐野英彦                        | 日本の旗           | 81   | 作曲家                                             |
| 10月 | 16日 | たかしまあきひこ                | 日本の旗           | 73   | 作曲家・編曲家                                     |
| 10月 | 17日 | 笹るみ子                        | 日本の旗           | 76   | 女優                                               |
| 10月 | 20日 | 肝付兼太                        | 日本の旗           | 80   | 声優・演出家                                       |
| 10月 | 20日 | マイケル・マッシー              | アメリカ合衆国の旗 | 61   | 俳優                                               |
| 10月 | 23日 | 中村鶴蔵 (5代目)                | 日本の旗           | 91   | 歌舞伎俳優                                         |
| 10月 | 23日 | 平幹二朗                        | 日本の旗           | 82   | 俳優、演出家                                       |
| 10月 | 25日 | 池谷仙克                        | 日本の旗           | 76   | 美術監督                                           |
| 10月 | 30日 | 小林正彦                        | 日本の旗           | 80   | 日活撮影所元従業員、石原プロモーション元専務取締役 |
| 11月 | 7日  | 荒戸源次郎                      | 日本の旗           | 70   | 映画プロデューサー・映画監督                       |
| 11月 | 8日  | ラウール・クタール              | フランスの旗       | 92   | 撮影監督、映画監督                                 |
| 11月 | 11日 | りりィ                          | 日本の旗           | 64   | 女優・シンガーソングライター                       |
| 11月 | 11日 | ロバート・ヴォーン              | アメリカ合衆国の旗 | 83   | 俳優                                               |
| 11月 | 14日 | 高井研一郎                      | 日本の旗           | 79   | 漫画家                                             |
| 11月 | 23日 | 臼井正明                        | 日本の旗           | 88   | 俳優・声優                                         |
| 11月 | 24日 | フローレンス・ヘンダーソン      | アメリカ合衆国の旗 | 82   | 女優                                               |
| 11月 | 26日 | フリッツ・ウィーヴァー          | アメリカ合衆国の旗 | 90   | 俳優                                               |
| 11月 | 26日 | 藤城裕士                        | 日本の旗           | 76   | 声優                                               |
| 12月 | 6日  | ピーター・ヴォーン              | イングランドの旗   | 93   | 俳優                                               |
| 12月 | 12日 | エドワード・R・ブレイスウェイト | ガイアナの旗       | 104  | 小説家                                             |
| 12月 | 13日 | アラン・シック                  | カナダの旗         | 69   | 俳優                                               |
| 12月 | 15日 | 井内秀治                        | 日本の旗           | 66   | アニメーション監督                                 |
| 12月 | 18日 | ザ・ザ・ガボール                | ハンガリーの旗     | 99   | 女優                                               |
| 12月 | 24日 | リチャード・アダムス            | イギリスの旗       | 96   | 作家                                               |
| 12月 | 27日 | キャリー・フィッシャー          | アメリカ合衆国の旗 | 60   | 女優                                               |
| 12月 | 27日 | 一龍齋貞鳳                      | 日本の旗           | 90   | 講談師、司会者                                     |
| 12月 | 28日 | デビー・レイノルズ              | アメリカ合衆国の旗 | 84   | 女優                                               |
| 12月 | 28日 | ピエール・バルー                | フランスの旗       | 82   | 作詞家・作曲家、歌手、俳優                         |
| 12月 | 29日 | 根津甚八                        | 日本の旗           | 69   | 元俳優                                             |